# ورد سبخي
ورد سبخي (الاسم العلمي:Rosa palustris) هو نوع من النباتات يتبع جنس الورد من الفصيلة الوردية.